# جيورجي زابو (مترجم)
جيورجي زابو (بالرومانية: György Szabó)‏ (و. 1920 – 2011 م) هو مترجم روماني، توفي في كلوج نابوكا، عن عمر يناهز 91 عاماً.